# Нина Сублати
Нина Сулаберидзе, по-известна като Нина Сублати е грузинска певица, автор на песни, калиграф и модел, която ще представи Грузия на Евровизия 2015 във Виена с песента „Warrior“ („Воин“).
Сублати печели втория сезон на грузинската версия на Music Idol.

## 1995-2013: Ранен живот
Сублати е родена в семейство на грузинци в Москва, Русия на 31 януари 1995 г. Малко след нейното раждане семейството ѝ се връща в Грузия. Завършва училище за изящни изкуства, като учи живопис. През 2008 година подписва договор като модел за модна къща. През 2011 година започва да работи със студиото „Georgian Dream Studio“ и си сътрудничи с певеца Бера Иванишвили.